# Attilio Viviani
Pour les articles homonymes, voir Viviani.
Attilio Viviani (né le 18 octobre 1996 à Vallese, frazione de la commune de Oppeano) est un coureur cycliste italien.

## Biographie
Frère d'Elia Viviani, il commence le cyclisme à l'âge de 6 ans. Les premières années, il alterne vélo et football, avant de délaisser ce dernier à 13 ans.
À partir d'août 2019, il est stagiaire au sein de la formation française Cofidis. Il dispute sa première course sous ces couleurs lors du Grand Prix de la ville de Zottegem où seulement 38 coureurs rallient la ligne d'arrivée dont un seul de ses coéquipiers, Bert Van Lerberghe. Pour sa deuxième course avec l'équipe nordiste, il remporte son premier succès chez les professionnels, sur la Coupe Sels. Trois jours plus tard, il termine 11e de la Course des raisins.
Le 19 septembre 2019, l'équipe annonce le passage chez les professionnels d'Eddy Finé et d'Attilio Viviani, permettant ainsi à ce dernier de courir au côté de son frère. Il commence sa carrière professionnelle en janvier 2020 sur la Tropicale Amissa Bongo, y remportant la première étape.
Sans équipe à l'issue de son contrat avec Cofidis en 2021, Attilio Viviani s'engage en mars 2022 avec Bingoal Pauwels Sauces WB pour la saison en cours.
Viviani considère être un « routier-sprinteur » plus à l'aise quand la course se déroule par beau temps et chaleur.

## Palmarès sur route

### Palmarès amateur
- 2015
  - Trophée Lampre
  - 3e de la Coppa Comune di Livraga
- 2016
  - Coppa Ardigò
  - Trophée Lampre
  - 2e de la Coppa Belricetto
  - 3e de la Coppa 1° Maggio
  - 3e du Mémorial Guido Zamperioli
- 2017
  - Trofeo Cleto Maule
  - 3e du Circuito di Sant'Urbano
- 2019
  - Mémorial Vincenzo Mantovani
  - Mémorial Gianni Biz
  - 2e de la Coppa San Bernardino
  - 2e de La Bolghera
  - 2e du Circuito del Termen
  - 2e du Trophée Stefano Fumagalli
  - 2e du Gran Premio d'Autunno
  - 3e du Trofeo Papà Cervi

### Palmarès professionnel
- 2019
  - Coupe Sels
- 2020
  - 1re étape de la Tropicale Amissa Bongo
- 2023
  - 6e étape du Tour du lac Qinghai
  - 2e du Trophée de la ville de Castelfidardo
- 2024
  - 2e du Trophée de la ville de Castelfidardo

### Résultats sur les grands tours

#### Tour d'Italie
1 participation
- 2021 : 142e

### Classements mondiaux
| Année                                 | 2018  | 2019 | 2020  | 2021  | 2022  | 2023 | 2024  |
| ------------------------------------- | ----- | ---- | ----- | ----- | ----- | ---- | ----- |
| Classement mondial                    | 2196e | 806e | 1160e | 1988e | 1936e | 692e | 1216e |
| UCI Europe Tour                       | 1453e | 588e | 898e  | 1346e | 1245e | nc   | nc    |
|                                       |       |      |       |       |       |      |       |
| Légende : nc = non classéSource : UCI |       |      |       |       |       |      |       |

## Palmarès sur piste

### Championnats d'Europe
- Anadia 2014
  -  Champion d'Europe du scratch juniors

### Championnats nationaux
- 2013
  - 2e du championnat d'Italie de poursuite par équipes juniors
  - 2e du championnat d'Italie de l'omnium juniors
  - 2e du championnat d'Italie de vitesse par équipes juniors
- 2014
  -  Champion d'Italie de vitesse par équipes juniors (avec Francesco Toffoli et Andrea Zorzetto)
  - 2e du championnat d'Italie de l'omnium juniors
- 2018
  - 3e du championnat d'Italie de l'omnium
  - 3e du championnat d'Italie de l'américaine
- 2022
  - 3e du championnat d'Italie de poursuite par équipes